# Habenaria macronectar
Habenaria macronectar é uma espécie de planta do gênero Habenaria e da família Orchidaceae. 

## Taxonomia
A espécie foi descrita em 1937 por Frederico Carlos Hoehne. 
Os seguintes sinônimos já foram catalogados:  
- Orchis macronectar  Vell.
- Habenaria dolichoceras  Barb.Rodr.
- Habenaria helodes  Rchb.f.
- Habenaria juergensii  Schltr.
- Habenaria sartor  Lindl.
- Habenaria sartoroides  Schltr.
- Kusibabella sartor  (Lindl.) Szlach.
- Kusibabella macronectar  (Vell.) Szlach.

## Forma de vida
É uma espécie terrícola e herbácea. 

## Conservação
A espécie faz parte da Lista Vermelha das espécies ameaçadas do estado do Espírito Santo, no sudeste do Brasil. A lista foi publicada em 13 de junho de 2005 por intermédio do decreto estadual nº 1.499-R. 

## Distribuição
A espécie é encontrada nos estados brasileiros de Bahia, Espírito Santo, Minas Gerais, Pernambuco, Paraná, Rio de Janeiro, Rio Grande do Sul, Santa Catarina e São Paulo. 
Em termos ecológicos, é encontrada nos  domínios fitogeográficos de Cerrado, Mata Atlântica e Pampa, em regiões com vegetação de áreas antrópicas, campos de altitude,  campo limpo, campos rupestres e floresta estacional semidecidual.